# (35855) 1999 JC64
1999 JC64 (asteroide 35855) é um asteroide da cintura principal. Possui uma excentricidade de 0.19997120 e uma inclinação de 2.45588º.
Este asteroide foi descoberto no dia 10 de maio de 1999 por LINEAR em Socorro.